# Hans Maria Wingler
Hans Maria Wingler (* 5. Januar 1920 in Konstanz; † 19. Januar 1984 in Berlin-Charlottenburg) war ein deutscher Kunsthistoriker. Zu den Schwerpunkten seiner kunstwissenschaftlichen Arbeiten gehörten expressionistische Malerei, vor allem Oskar Kokoschka, und das Bauhaus. Wingler gründete 1960 das Bauhaus-Archiv / Museum für Gestaltung, dessen Direktor er bis zu seinem Tod war.

## Leben
Kindheit und Jugend erlebte Hans Maria Wingler in der Weimarer Republik und im Nationalsozialismus. In dem autobiographischen Aufsatz „Ein Sohn aus bürgerlicher Familie“ erinnert er detailliert an diese prägende Zeit:
Wingler wurde 1920 als einziges Kind von Hans Wingler, Industriekaufmann, und Gertrud, geborene Lange, in Konstanz geboren. 1933 zog die Familie nach Frankfurt am Main, da die Firma des Vaters von einem Frankfurter Betrieb übernommen worden war.
Die politische Entwicklung im Land blieb nicht ohne Folgen für die Familie. Der Vater war demokratisch gesinnt und stand dem Nationalsozialismus abweisend gegenüber. Die Mutter, eine Baltendeutsche, wurde hingegen von Wingler rückblickend als zunächst „antiliberal“ und „antibürgerlich“ beschrieben; allerdings wurde sie zunehmend kritisch, trat einer amerikanischen Religionsgemeinschaft bei und wurde zeitweilig inhaftiert. Auch die Schulzeit war für Wingler nicht unbeschwert; als einziger Schüler in seiner Klasse gehörte er nicht der Hitlerjugend an, da der Vater dies nicht zuließ.
Winglers „Nische“ war die Kunst. Seit der Schulzeit besuchte er Theater, Konzerte und vor allem die Frankfurter Museen. Seine Vorliebe galt der Moderne, besonders der expressionistischen und abstrakten Malerei, die inzwischen als „entartet“ verboten worden war. Die geplante Reise zur Pariser Weltausstellung 1937 konnte er nicht antreten, da ihm, dem 17-Jährigen die Ausreise wegen „politischer Unzuverlässigkeit“ verweigert wurde. Nach dem Abitur 1938 begann Wingler an der Universität Frankfurt das Studium der Kunstgeschichte. Da er keiner NS-Organisation angehörte, war die Zulassung zum Studium nicht selbstverständlich. 1939 verbrachte Wingler ein Semester an der Universität Wien.
Die NS-Propaganda-Ausstellung „Entartete Kunst“ zeigte ab 1937 in zahlreichen deutschen Städten Hunderte von konfiszierten Kunstwerken der verbotenen Moderne; für Wingler war sie in Frankfurt 1939 die einzige Möglichkeit, die Neue Kunst, die Kunst der Moderne, öffentlich im Original zu sehen. 1940 wurde Wingler zum Reichsarbeitsdienst eingezogen, 1941 kam er als Bordfunker zur Luftwaffe. 1943 überlebte er in Italien bei einem Manöver nur knapp den Absturz seines Flugzeuges. Es folgten Aufenthalte im Lazarett, kurz vor Kriegsende geriet er in englische Gefangenschaft, aus der er 1945 entlassen wurde.
Wingler nahm in Frankfurt das Studium wieder auf; bis 1948 war er als „wissenschaftlicher Hilfsassistent“ (so die offizielle Bezeichnung, da er einerseits keinen akademischen Grad hat, andererseits es keinen akademisch Graduierten am Institut gab) am Kunstgeschichtlichen Institut der Johann-Wolfgang-von-Goethe-Universität in Frankfurt am Main zeitweilig auch mit der Leitung des Instituts beauftragt, da er keiner NS-Parteiorganisation angehört hatte und da kein ähnlich unbelasteter Professor zur Verfügung stand. Die fertiggestellte Dissertation konnte Wingler nicht einreichen, da die akademischen Lehrer wegen NS-Mitgliedschaft entlassen worden waren und sich die Neubesetzung der Professuren verzögerte (Das Werden des Historizismus in der europäischen Kunst, dargestellt an Beispielen der Architektur des 17. und 18. Jahrhunderts bis zum Beginn des Klassizismus beschäftigt sich vor allem mit dem Weiterleben der Gotik bis ins 18. und 19. Jahrhundert; als Manuskript im Bauhaus-Archiv.) Aus finanziellen Gründen – Wingler hatte inzwischen Frau und Kinder – verzichtete er auf einen akademischen Abschluss und arbeitete seit 1949 als Journalist und Kunstschriftsteller. Durch Kontakte mit zeitgenössischen Künstlern – mit Bernard Schultze etwa war er bis zu seinem Tod in Verbindung – wurde er zu einem ausgezeichneten Kenner der (west-)deutschen Nachkriegs-Moderne, Wingler hielt Vorträge und arbeitet im In- und Ausland als Ausstellungskurator: 1953 in Schweden, wo er am Göteborgs konstmuseum die Ausstellung „Deutsche Druckgraphik seit 1945“ organisierte. Dies brachte internationale Anerkennung für Wingler, der 1954 sowie 1956 und 1958 als Kurator für die (west-)deutschen Beiträge für die „Internationale für Farblithographie der Gegenwart“ im Cincinnati Art Museum (Ohio/USA) zuständig war. Ab 1954 widmete sich Wingler vor allem dem Werk des Malers Oskar Kokoschka und dem Bauhaus.
Winglers Interesse an Kokoschka wurde schon ab 1949 durch persönliche Bekanntschaft mit dem damals in London lebenden Maler verstärkt. Wingler erarbeitete – mit seiner damaligen Frau Anna Maria Scherwitz – das kritische Werkverzeichnis der Gemälde (1956 erschienen) und edierte weitere Publikationen über Leben und Werk von Kokoschka. 1975 erschien der Oeuvre-Katalog der Druckgraphik Kokoschkas, bei dessen Erstellung Wingler mit dem Kunsthändler und Verleger Friedrich Welz zusammenarbeitete (1981 erschien der Ergänzungsband, nach dem Tod von Kokoschka und Welz im Jahr 1980).
Emil Rasch Inhaber der Tapetenfabrik Gebr. Rasch in Bramsche bei Osnabrück und seit 1929 Produzent der Bauhaus-Tapeten, beauftragte Wingler im Jahr 1954, eine Festschrift „25 Jahre Bauhaus-Tapete“ zu verfassen. Daraus resultierte im Jahr 1956 ein Vertrag zwischen Rasch und Wingler zur Erstellung einer Dokumentation über die Geschichte des Bauhauses. Rasch richtete später für dieses Buch eine eigene Druckerei und einen Verlag ein.
Zuvor gab Wingler im Buchheim-Verlag Feldafing sechs Bücher über Künstler des Expressionismus heraus, Beispiele für jene Nachkriegsliteratur, die in kleinen Schritten den Beginn mit der kunstwissenschaftlichen Aufarbeitung der modernen Kunst des 20. Jahrhunderts darstellte.
1955 lernte Wingler – bei der Eröffnung der Hochschule für Gestaltung Ulm – den Bauhaus-Gründer Walter Gropius und ehemalige Studierende des Bauhauses, etwa Max Bill, kennen. In dieser Zeit beschloss Wingler, ein umfassendes Werk zum Thema Bauhaus zu verfassen. 1957 bis 1960 recherchierte Wingler intensiv zum Thema Bauhaus. Im In- und Ausland besuchte er Archive und knüpfte Kontakte zu ehemaligen Bauhäuslern, die in der NS-Zeit in alle Welt verstreut worden waren, die meisten von ihnen emigriert oder geflohen.
Bei den Vorarbeiten zum Bauhaus-Buch wurde Wingler vorbehaltlos von Walter Gropius unterstützt, ebenso später bei der Gründung des Bauhaus-Archivs. Durch die Vermittlung von Gropius wurden ihm 1957/58 sowie 1959/60 Aufenthalte ermöglicht als wissenschaftlicher Mitarbeiter (Research Fellow) der Harvard University am Busch-Reisinger-Museum in Cambridge/Massachusetts (USA). Gropius stellte seine Archiv-Materialien zur Erforschung bereit; das Busch-Reisinger-Museum hatte bereits vor dem Zweiten Weltkrieg Kunst und Dokumente zur Moderne, u. a. Bauhaus, gesammelt. In dieser Zeit fasste Wingler den Plan, in Deutschland ein eigenes Bauhaus-Institut zu gründen.
Wichtig dabei wurde nun die Unterstützung nicht nur ehemaliger Bauhaus-Lehrer wie Gropius oder Ludwig Mies van der Rohe, sondern auch ehemaliger Studenten, die Wingler für diese Idee gewinnen konnte, ein Bauhaus-Institut zu gründen. Wingler war der erste, der die Schülerarbeiten aus dem Vorkurs sowie die Arbeiten aus den Werkstätten systematisch sammelte. Um 1960 erhielt er die ersten Zusagen für Spenden und Nachlässe.
Am 5. Mai 1960 wurde in Darmstadt der Verein Bauhaus-Archiv e. V. gegründet – mit dem Ziel, die Idee des Bauhauses zu verbreiten und als Trägerverein eines Bauhaus-Archivs zu fungieren. Am 8. April 1961 wurde auf der Darmstädter Mathildenhöhe in zwei Räumen des Ernst-Ludwig-Hauses das Bauhaus-Archiv als Institut und Museum eröffnet. Wingler wurde dessen Direktor und leitete es bis zu seinem Tod 1984. Da nunmehr Räume für Ausstellungen vorhanden waren, ließen sich auch Spender leichter finden, um Material für die Bauhaus-Sammlung zu stiften.
Nach umfangreichen Forschungen, die in den 1960er Jahren auch in die DDR nach Weimar und Mülhausen in Thüringen (damals nur unter erschwerten Bedingungen) führten, erschien im Jahr 1962 Winglers grundlegende Dokumentation und Interpretation Das Bauhaus 1919–1933 Weimar Dessau Berlin. Dieses Standardwerk wird – in der 2. Auflage von 1968 – seither immer wieder publiziert. Ab 1965 gab Wingler die „Neuen Bauhausbücher“ heraus, bei seinem Tod 1984 enthielt die Reihe 17 Titel. Wingler ist Verfasser oder Herausgeber zahlreicher Kataloge und anderer Titel, er konzipierte Ausstellungen und hielt Vorträge über Bauhaus und verwandte Themen.
1964 entwarf Walter Gropius auf Vorschlag von Wingler einen Zweckbau für das Bauhaus-Archiv, ursprünglich für die Darmstädter Rosenhöhe geplant. Die Sammlung war stark angewachsen, eine angemessene Präsentation und Aufbewahrung war ohne Neubau nicht möglich. Die Stadt Darmstadt konnte den Bau aus Kostengründen nicht verwirklichen. Der Trägerverein nahm nach langen Verhandlungen das Angebot des (West-)Berliner Senates an, den Gropius-Entwurf im Bezirk Tiergarten zu errichten. 1971 zog das Bauhaus-Archiv nach West-Berlin um, wo es anfangs provisorisch in Charlottenburg (Schlossstraße) und seit 1979 im eigenen Gebäude am Landwehrkanal untergebracht ist. Der Name wurde ergänzt zum „Museum für Gestaltung“.
1980 erhielt Wingler in Anerkennung seiner Leistungen für das Bauhaus-Archiv und seiner Forschungen zum Thema Bauhaus die Ehrendoktorwürde der Technischen Universität München.
Die umfangreichen Aufzeichnungen Winglers, seine freiberuflich geführten Korrespondenzen, sowie sein wissenschaftlicher Nachlass befinden sich als Hans-Maria-Wingler-Archiv im Bauhaus-Archiv. Seine private Bibliothek befindet sich im Deutschen Forum für Kunstgeschichte/Centre Allemand d’Histoire de l’Art in Paris.

## Tod und Grabstätte

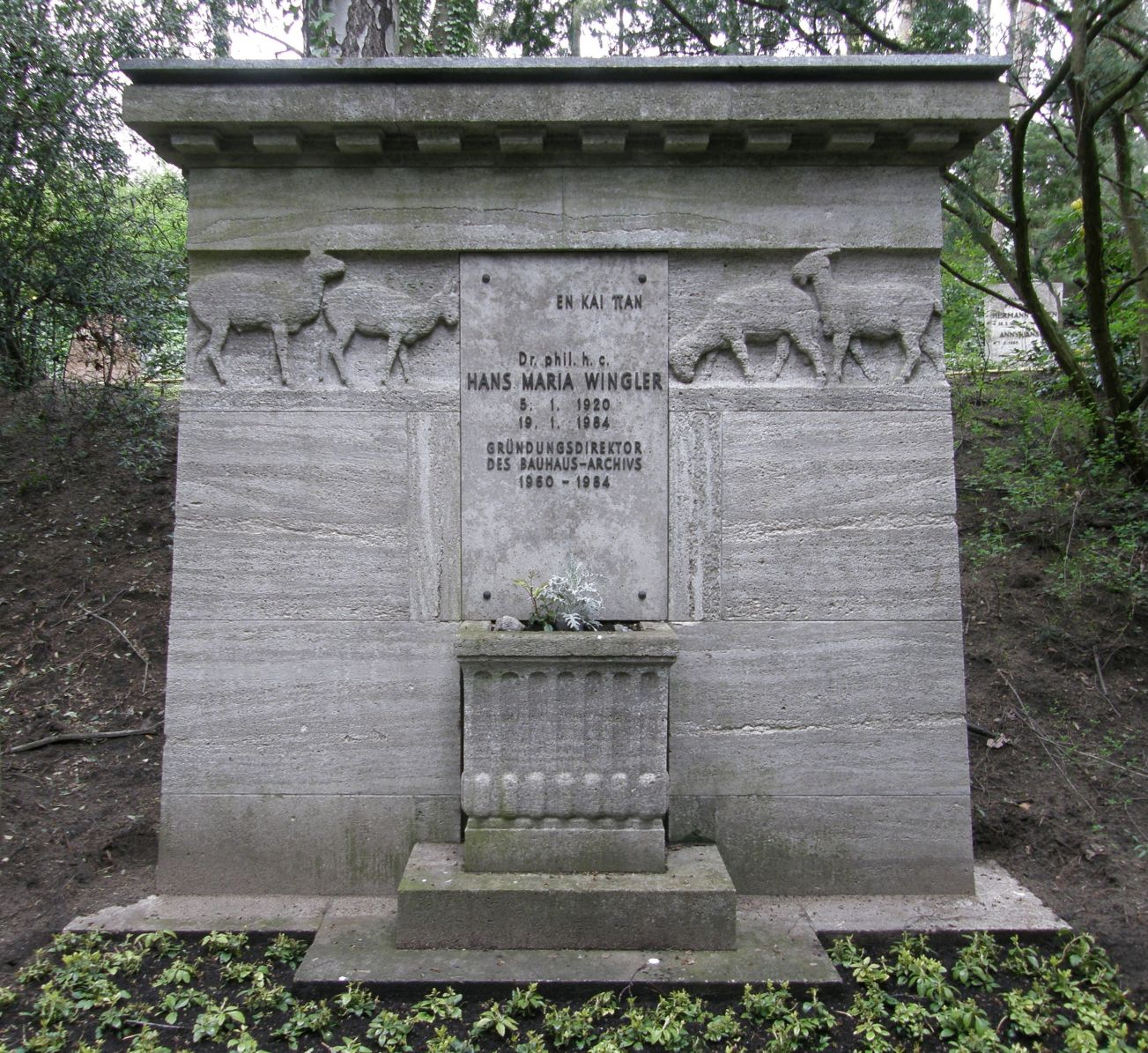
Grab von Hans Maria Wingler auf dem Friedhof Heerstraße in Berlin-Westend, ehemaliges Erbbegräbnis Cassirer

Wingler war seit dem 20. November 1969 mit Hedwig Maria Luise geb. Tax verheiratet. Die Eheschließung fand in Jugenheim im Kreis Darmstadt statt. Hans Maria Wingler starb am 19. Januar 1984 um 16:00 Uhr im Universitätsklinikum Westend in Berlin-Charlottenburg im Alter von 64 Jahren. Er wohnte zuletzt in der Heerstraße 68 in Berlin. Beigesetzt wurde er im ehemaligen Erbbegräbnis der Familie von Max Cassirer auf dem landeseigenen Friedhof Heerstraße in Berlin-Westend (Grablage: 7-D-10/11).
Die von altägyptischer Kunst inspirierte Grabwand aus Muschelkalksteinblöcken hatte Ernst Lessing entworfen. Beidseits der Inschriftenplatte, die die ursprüngliche Grabinschrift für Hedwig Cassirer (1862–1928) überdeckt, befinden sich Relieffriese, die links zwei Ziegen und rechts zwei Schafe zeigen. Sie entstanden nach Zeichnungen von August Gaul. Die griechische Inschrift „EN KAI PAN“ („eines und alles“) für Hans Maria Wingler soll an dessen überkonfessionelle Religiosität erinnern.
Die Witwe Hedwig Wingler ließ auf der Grabstätte eine kleine Terrakottatafel errichten, die an Mitglieder der Familie Cassirer erinnert.

## Leistungen
Wingler zählte in der Bundesrepublik Deutschland zu den Pionieren der Exilforschung, noch bevor es diesen Terminus gab. Er arbeitete etwa über Werk und Leben von Oskar Kokoschka und Ludwig Meidner, zwei Expressionisten, die in England als Flüchtlinge den Nationalsozialismus überlebten. Er führte Kokoschkas Drama „Orpheus“ (entstanden 1918) in Frankfurt am Main auf, als es noch keine verfügbaren Veröffentlichungen des österreichischen Dichters und Malers gab; Wingler edierte 1956 die erste Ausgabe von dessen Schriften nach der NS-Zeit. Da Kunst für Wingler lebensnotwendig war, ging er als Kunstkritiker in die Ateliers in Frankfurt und Wiesbaden, etwa zu Bernard Schultze und dessen Freunden der Künstlergruppe Quadriga, oder zu Otto Ritschl, einem frühen abstrahierenden Maler. Wichtig war für den Kunstkritiker Wingler das Kunstwerk als Phänomen, aber auch als Produkt handwerklicher und geistiger Tätigkeit. Das Bauhaus zog ihn auch deshalb an, weil in dieser bedeutendsten Kunst- und Architekturschule des 20. Jahrhunderts das „Herstellen“ der Produkte reflektiert wurde, sowohl im praktisch-pädagogischen Sinne als auch im Sinne des kreativen Design. Vor 1960, mitten im Kalten Krieg, forschte Wingler in den USA, von Walter Gropius unterstützt, aber auch in der DDR in Weimar und Mülhausen (militärisches Sperrgebiet damals) unter erschwerten Bedingungen; die beiden deutschen Staaten waren damals ohne gegenseitige Anerkennung und zwei feindlichen Militärblöcken angehörig.
Wingler war von der Idee fasziniert, eine bessere durch eine schönere Realität zu schaffen, wie er das Bauhaus verstand. Dazu gehörte für ihn auch, das Unrecht „gut zu machen“, das der Nationalsozialismus durch seine Verfemung der Moderne geschaffen hatte, ganz abgesehen vom Unrecht an den Vertriebenen, Entrechteten und Ermordeten.
Auch die Bauhaus-Forschung war teilweise Exilforschung. Wingler hat die „Bauhäusler“ in vielen Exilländern aufgesucht. Er verstand es sogar, sie mit den nicht Vertriebenen zusammenzubringen in seinem – wie er es manchmal nannte – „Experiment“: „Bauhaus-Archiv“. Zahllose Ausstellungen, aber auch viele Feste, sind Zeugnisse seiner derartigen Tätigkeit.
Die umfangreichste Sammlung zum Bauhaus und zu verwandten Strömungen ist außerdem sein nicht zu überschätzendes Verdienst. Wingler war als Sammler ebenfalls ein Pionier: Bauhäusler spendeten – nach anfänglichen Vorbehalten gegen ihn als „Außenseiter“ – gerne, vor allem, als das Gebäude für das Museum gesichert war. Ankaufspreise für die Objekte waren um 1960, beim Aufbau der Sammlung, noch relativ günstig.
Man hat Wingler nach seinem Tod einen „frühen Spurensicherer“ genannt und ihm das Verdienst bescheinigt, ein undoktrinärer Dokumentator und Kommentator der vielseitig-interdisziplinären Bauhaus-Ideen gewesen zu sein. Das Bauhaus enthielt zweifellos in sich den Widerspruch zu seiner historischen Vereinnahmung; dass Winglers Rolle daher manchmal kontrovers gesehen werden konnte, ist eine Bestätigung dafür, wie lebendig dieses Erbe weiter wirkt. In seinem Buch über das Bauhaus (seit 1962 immer noch ein Standardwerk) schrieb er: „Das Urteil über die Leistungen des Bauhauses wird – ein Zeichen seiner Lebendigkeit – noch auf lange Zeit hinaus Schwankungen unterworfen sein… Es wäre zu begrüßen, würde das hier ausgebreitete Material zu weiteren … Studien benutzt.“ Dasselbe lässt sich über das Bauhaus-Archiv/Museum für Gestaltung sagen, das eine der international renommierten Einrichtungen Berlins ist und das die Erinnerung an den Gründungsdirektor wachhält.

## Verdienste
Winglers Leistungen bzw. Verdienste liegen vor allem in den Bereichen expressionistische Malerei und Bauhaus.
Wingler war dabei interdisziplinärer Forscher und Entdecker, „Rehabilitator“, „Netzwerker“, Sammler und Kurator.
Wingler leistete elementare Beiträge zur Rehabilitierung der deutschen, insbesondere der expressionistischen Kunst der sogenannten Zwischenkriegszeit und der deutschen Kunst nach dem Zweiten Weltkrieg auf deutscher und internationaler Ebene. Hier ist vor allem die expressionistische Malerei deutschsprachiger Künstler zu erwähnen, namentlich Oskar Kokoschka. Außerdem hat Wingler als Kunstkritiker und Kunstschriftsteller ab Ende der 1940er Jahre die Ateliers von zeitgenössischen Malern besucht, was damals unter Kunsthistorikern nicht üblich war.
Winglers weitere besondere Leistung betrifft das Thema Bauhaus.
Hier hat Wingler nachhaltig und erfolgreich ganz Unterschiedliches vereint: Wingler war Wissenschaftler, Forscher, „Spurensucher und Netzwerker“ zwischen verstreuten, ehemaligen Schülern und Lehrern, er war Autor und Herausgeber, Sammler und Kurator. Später war er (mit seinem „Bauhaus-Archiv“) erfolgreicher Bauherr und Betreiber eines Institutes mit eigenem Museumsgebäude.
Die Bauhaus-Forschung war auch Exilforschung, lange bevor es diesen Begriff in der Bundesrepublik Deutschland gab. Wingler hat die ehemaligen „Bauhäusler“ in ihren Exilländern aufgesucht. Er verstand es zudem, die verstreuten „Ehemaligen“ zusammenzubringen in seinem – wie er es manchmal nannte – „Experiment ‚Bauhaus-Archiv’“. Zahllose Ausstellungen, aber auch viele Feste sind Zeugnisse seines Wirkens.
In einem der zahlreichen Nachrufe wurde Wingler ein „früher Spurensicherer“ genannt, dem das Verdienst zukam, ein „undoktrinärer Dokumentator und Kommentator der vielseitig-interdisziplinären Bauhaus-Ideen gewesen“ zu sein.
Dass Winglers Rolle daher manchmal kontrovers gesehen wird, ist Bestätigung dafür, wie stark dieses Erbe weiter wirkt.
In seinem Standard-Werk über das Bauhaus schrieb Wingler: „Das Urteil über die Leistungen des Bauhauses wird – ein Zeichen seiner Lebendigkeit – noch auf lange Zeit hinaus Schwankungen unterworfen sein. Es wäre zu begrüßen, würde das hier ausgebreitete Material zu weiteren Studien benutzt.“
Dasselbe lässt sich über Hans Maria Wingler und das Bauhaus-Archiv / Museum für Gestaltung sagen, eine der international renommiertesten Einrichtungen Berlins.

## Schriften
Insgesamt ist Hans Maria Wingler Autor und Herausgeber von mehr als 40 Publikationen, darunter (in chronologischer Ordnung):
- In der Reihe Buchheim-Bücher, Feldafing/Oberbayern, erschienen u. a. Die Brücke (1954), Ernst Ludwig Kirchner. 40 Holzschnitte (1954), Der Blaue Reiter (1954), Porträtzeichnungen von Oskar Kokoschka (1954), Der Sturm (1955) und Goethe Walpurgisnacht. Holzschnitte von Ernst Barlach (1955).
- Oskar Kokoschka – Das Werk des Malers, Salzburg 1956 (engl. Oskar Kokoschka – The Work of the Painter, London 1958, und ital. Oskar Kokoschka – La vita e l’opera, Milano 1961).
- Oskar Kokoschka – Schriften 1907–1955, (herausgegeben von Wingler) München 1956.
- Wie sie einander sahen – Moderne Maler im Urteil ihrer Gefährten, München 1957.
- Kokoschka-Fibel, Salzburg 1957; (engl.: Introduction to Kokoschka, London 1958).
- Das Bauhaus 1919–1933. Weimar, Dessau, Berlin und die Nachfolge in Chicago seit 1937, Köln und Bramsche 1962. Erweiterte Ausgabe 1968; 3. Auflage 1975; (engl.: The Bauhaus. Weimar, Dessau, Berlin, Chicago, Cambridge/Mass. 1969 und 1975, 1978; japan. Tokyo 1969; ital. Milano 1971; span. Barcelona 1975).
- Die künstlerische Graphik des Bauhauses – Neue europäische Graphik, Mainz 1965; (engl.: Graphic Work from the Bauhaus, London und New York 1969).
- Reihe Neue Bauhausbücher, Mainz 1965ff., bis 1980 17 Bände (herausgegeben von Wingler, u. a. auch engl., ital., japan. und ungar. Ausgaben).
- Oskar Kokoschka – Das druckgraphische Werk, (herausgegeben zusammen mit Friedrich Welz) Salzburg 1975.
- Oskar Kokoschka – Das druckgraphische Werk 1975 bis 1980, Ergänzungsband, Salzburg 1981.
- Kunstschulreform 1900–1933, (herausgegeben von Wingler) Berlin 1977.
- Kleine Bauhaus-Fibel. Geschichte und Wirken des Bauhauses 1919–1933, (herausgegeben von Hans Maria Wingler und dem Bauhaus-Archiv Berlin) 2., ergänzte Auflage, Berlin 1979.
- Bauhaus-Archiv Berlin. Museum für Gestaltung, in der Reihe Museum des Westermann-Verlages, Braunschweig 1979, ISSN 0341-8634.

- Ferner Editionen von mehr als 35 Katalogen und Vortragsbroschüren des Bauhaus-Archivs; Beiträge zur Encyclopedia Britannica, zu Kindlers Malerei-Lexikon und anderen Sammelwerken sowie zahlreiche Vorträge, Aufsätze und Besprechungen.

- Arrangements zahlreicher Ausstellungen für das Bauhaus-Archiv und andere Institute.
- Als Mitglied der Vorbereitungskommission verantwortlich für die Wanderausstellung 50 Jahre Bauhaus (1968), die in Stuttgart, Paris, Chicago, Toronto, Pasadena und Buenos Aires gezeigt wurde.